# Sandbacka Bryggeri
Sandbacka Bryggeri AB är ett svenskt mikrobryggeri beläget i Gammelstilla i Gästrikland. Företaget grundades 2007. Bryggeriet tillverkar flera olika ölsorter, med inspiration från Storbritannien, Tyskland och USA. 

## Historik
Verksamheten bedrevs de första fyra åren på Högbovägen i Sandviken, i en lokal tidigare använd till möbeltillverkning. Under 2011 flyttades tillverkningen till Gammelstilla.

## Premiär
Den 29 juni 2007 hade bryggeriet tagit fram cirka 2 000 liter leveransfärdigt öl i form av ett amerikanskt veteöl och en brown ale, vilka hade premiär på Bangen i Högbo. 